# Fédération italienne de tennis et de padel
La Fédération italienne de tennis et de padel (FITP ou FIT), anciennement Fédération italienne de tennis, également connue sous le nom de Federtennis, est l'organisme qui fondé le 1910 promeut et organise le tennis en Italie ;  puis s'ajoutent au tennis le padel, le beach tennis et le pickleball. Avec 372 964 athlètes (2017), elle est la deuxième fédération sportive italienne en termes de nombre d'athlètes inscrits, après la Fédération italienne de football.

## Histoire
Le premier organisme national, l'Association italienne de tennis sur gazon (AILT), a été fondé le 16 avril 1894. L'AILT a été dissoute peu de temps après, car les différences substantielles entre les clubs affiliés se sont avérés insurmontables.
Le 16 mai 1910, la Fédération italienne de « Lawn Tennis »  est créée à Florence. Elle comptait alors 26 membres et son nom a été modifié en 1933 avec la suppression de la partie en langue anglaise et devient « FIT ».
Le 16 octobre 2022, la 60e assemblée nationale de la Federtennis, réunie en session extraordinaire à Florence adopte à l'unanimité la proposition de modification des statuts présentée aux délégués de tous les clubs affiliés à la « FIT » par le président Angelo Binaghi avec l'introduction du nouveau nom Fédération italienne de tennis et de padel (FITP). Le nouveau nom est entré en vigueur le 1er janvier 2023.